# Buxières-lès-Clefmont
Buxières-lès-Clefmont és un municipi francès situat al departament de l'Alt Marne i a la regió del Gran Est. L'any 2007 tenia 23 habitants.

## Demografia

### Població
El 2007 la població de fet de Buxières-lès-Clefmont era de 23 persones. Hi havia 8 famílies de les quals 4 eren unipersonals (4 homes vivint sols) i 4 parelles amb fills.
La població ha evolucionat segons el següent gràfic:
Habitants censats

### Habitatges
El 2007 hi havia 21 habitatges, 10 eren l'habitatge principal de la família, 4 eren segones residències i 8 estaven desocupats. Tots els 21 habitatges eren cases. Dels 10 habitatges principals, 9 estaven ocupats pels seus propietaris i 1 estava llogat i ocupat pels llogaters; 1 tenia tres cambres, 2 en tenien quatre i 7 en tenien cinc o més. 7 habitatges disposaven pel capbaix d'una plaça de pàrquing. A 4 habitatges hi havia un automòbil i a 5 n'hi havia dos o més.

### Piràmide de població
La piràmide de població per edats i sexe el 2009 era:
| Homes | Edats   | Dones |
| ----- | ------- | ----- |
| 0     | 95 o +  | 0     |
| 0     | 90 a 94 | 1     |
| 1     | 85 a 89 | 0     |
| 0     | 80 a 84 | 0     |
| 0     | 75 a 79 | 2     |
| 0     | 70 a 74 | 0     |
| 2     | 65 a 69 | 1     |
| 0     | 60 a 64 | 1     |
| 0     | 55 a 59 | 0     |
| 1     | 50 a 54 | 0     |
| 1     | 45 a 49 | 0     |
| 1     | 40 a 44 | 0     |
| 1     | 35 a 39 | 1     |
| 1     | 30 a 34 | 0     |
| 0     | 25 a 29 | 1     |
| 0     | 20 a 24 | 1     |
| 0     | 15 a 19 | 0     |
| 0     | 10 a 14 | 0     |
| 1     | 5 a 9   | 0     |
| 1     | 0 a 4   | 0     |

## Economia
El 2007 la població en edat de treballar era de 14 persones, 11 eren actives i 3 eren inactives. De les 11 persones actives 10 estaven ocupades (5 homes i 5 dones) i 1 aturada (1 dona i 1 dona). De les 3 persones inactives 2 estaven jubilades i 1 estava classificada com a «altres inactius».
Activitats econòmiques
L'any 2000 a Buxières-lès-Clefmont hi havia 4 explotacions agrícoles.

## Poblacions més properes
El següent diagrama mostra les poblacions més properes.